# Police au Cameroun

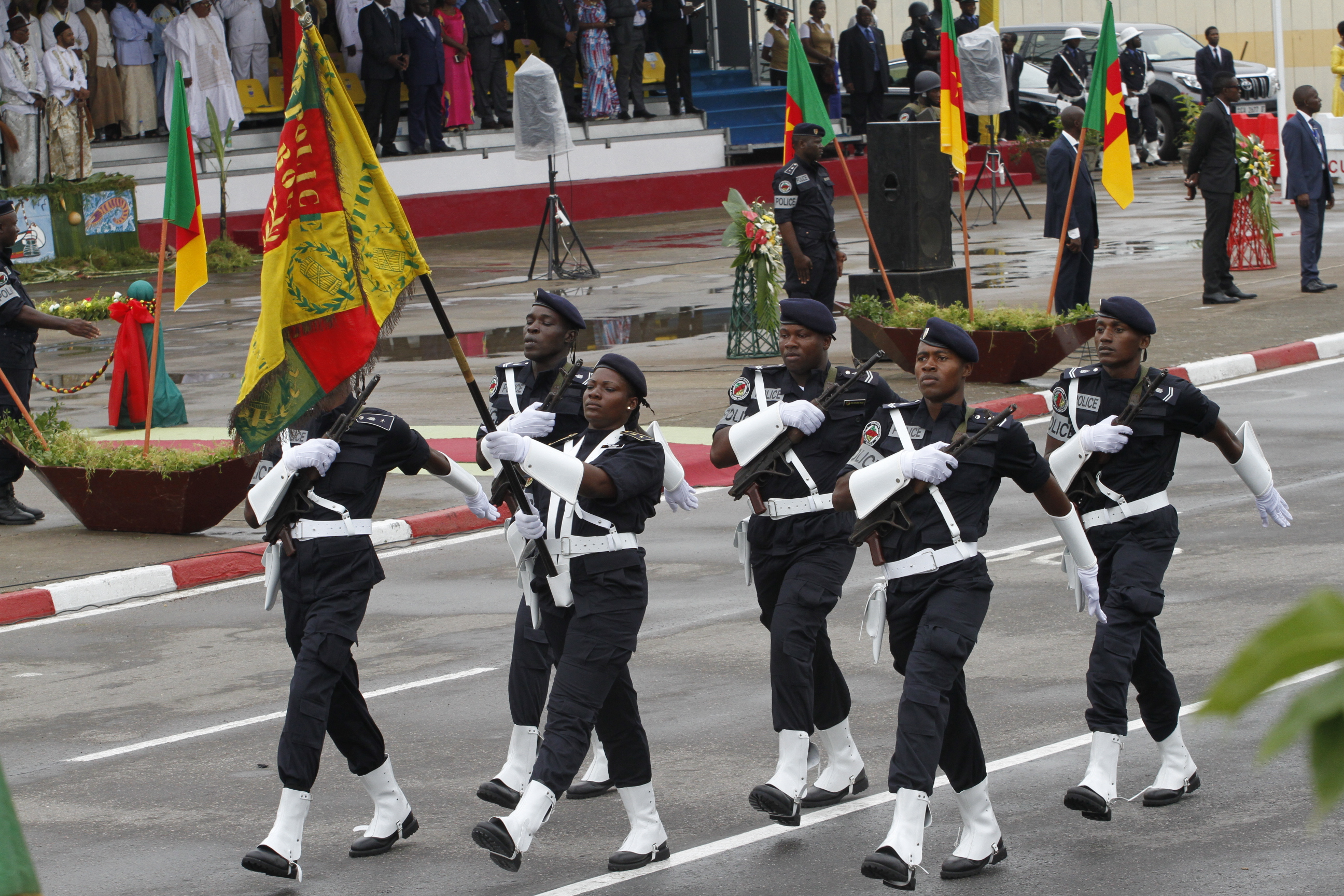
Défilé à Douala lors de la Fête nationale (2016).

La police au Cameroun relève de la Délégation générale à la Sûreté nationale (DGSN) créée en 1996.

## Histoire

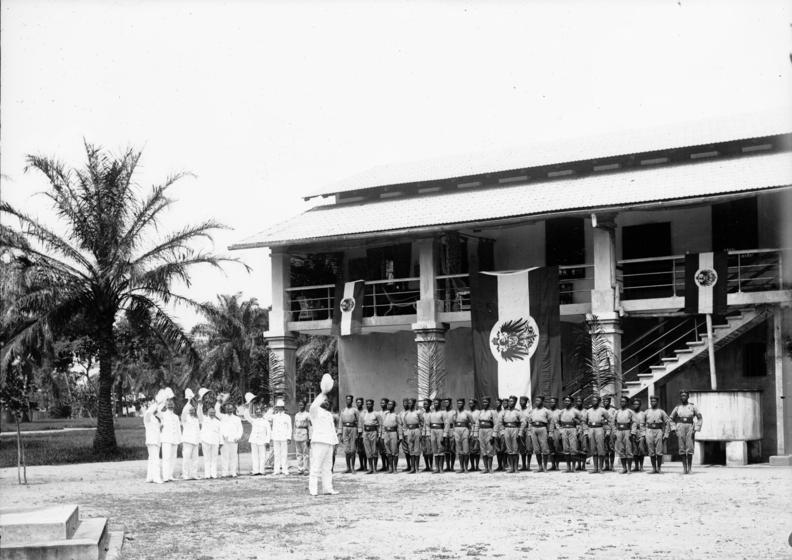
Ancien commissariat de police de Douala (1901).

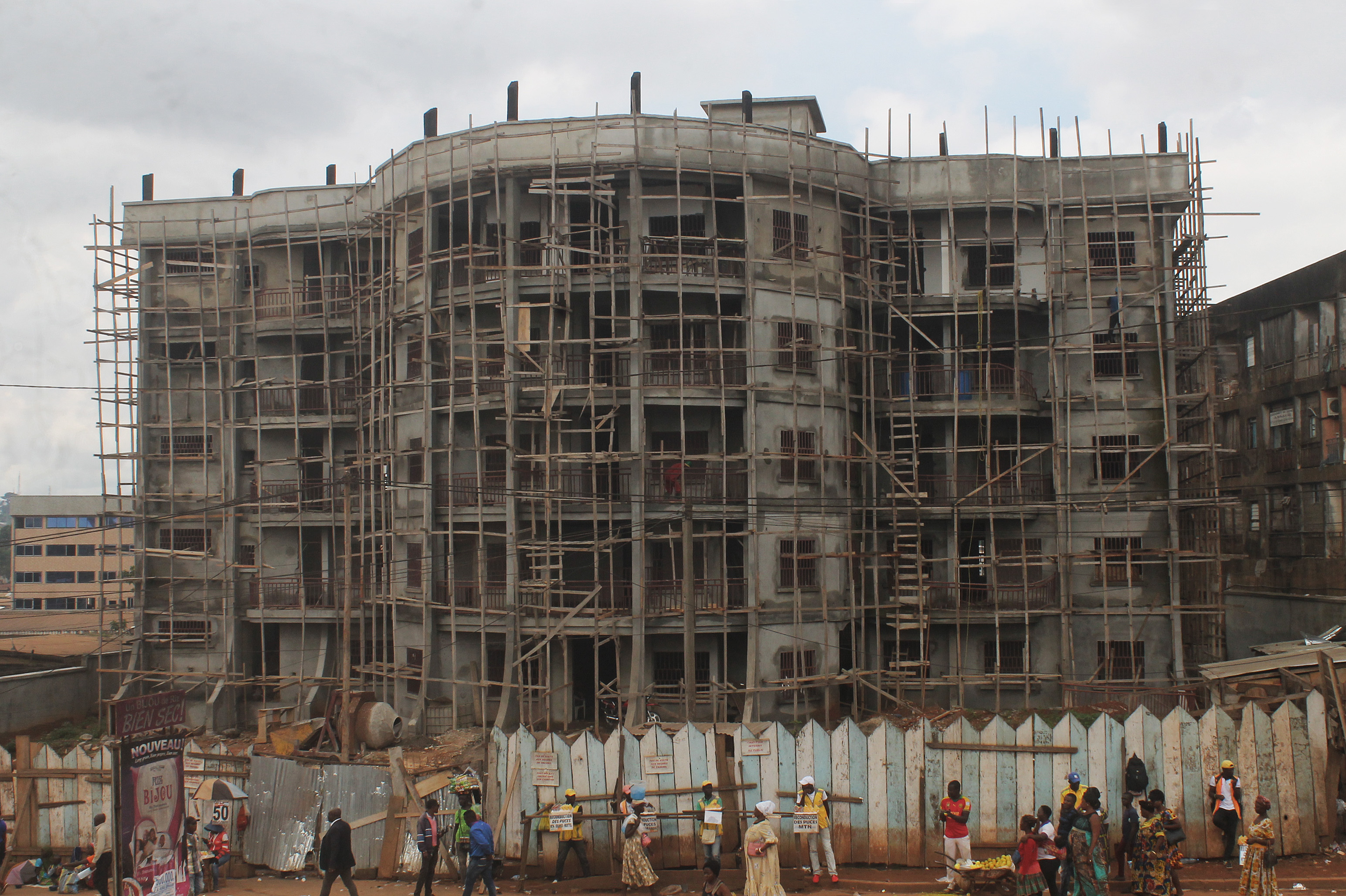
Nouvel Hôtel de police en construction à Yaoundé (2018).

En 1891, alors que le capitaine Karl von Gravenreuth vient d'être nommé au Kamerun, les autorités coloniales allemandes mettent en place une force de police (Polizeitruppe), surtout composée de Krou, de Haoussas ou de Dahoméens.
Après l'instauration du Cameroun français en 1916, les premiers services de police du pays voient le jour. En 1946 plusieurs arrêtés précisent cette nouvelle organisation, l'un « portant réorganisation de la Sûreté nationale dans les territoires du Cameroun », l'autre « portant transformation du Corps de la Police indigène [...] en Corps de Gardiens de la Paix et de la Sécurité Publique » et instituant notamment une police en uniforme. La Direction de la Sûreté est formellement créée en 1947.
Jusqu'en 1959, la Police camerounaise comprend deux entités séparées, celle du Cameroun occidental (West Cameroon Police Force) basée à Buéa dont le système est calqué sur la police britannique, et celle du Cameroun oriental, dont le siège se trouve à Yaoundé. Ces deux polices fusionnent au moment de la nomination de Jean-Marie Evina Edj'o comme Directeur de la Sécurité.

## Missions de la DGSN
La DGSN est chargée :
- de la sécurité intérieure et extérieure de l'État ;
- de la recherche, de la constatation des infractions aux lois pénales et de la conduite de leurs auteurs devant les juridictions répressives ;
- du maintien de l’ordre et de la paix publics, de la protection, de la sécurité et de la salubrité publiques, plus particulièrement dans les agglomérations urbaines ;
- de la lutte contre la criminalité nationale, internationale et transnationale ;
- de la recherche du renseignement ;
- des missions d’information, de sécurité, de protection et d’intervention comportant des contacts avec les populations, dans le cadre de la Défense nationale.
- de la sécurisation de la nationalité camerounaise.

## Organisation
L'organisation de la DGSN a été définie par un décret de 2002, puis modifiée par plusieurs dispositions ultérieures.

## Formation
La formation des Officiers et Commissaires de police est assurée par l'École nationale supérieure de police à Yaoundé , tandis que celle des Inspecteurs de Police et Gardiens de la Paix se déroule au Centre d'instruction et d'Application de la Police de Mutengene.

## Femmes dans la Police
Le recrutement des femmes dans la Police a commencé dans les années 1970. 
En 1978, Pauline Sylvie Tchateu est la première femme admise au concours des commissaires de la Police nationale. Cependant elle renonce à partir en formation. Aujourd'hui les femmes camerounaises remplissant les conditions requises sont recrutées dans tous les corps de la Défense.

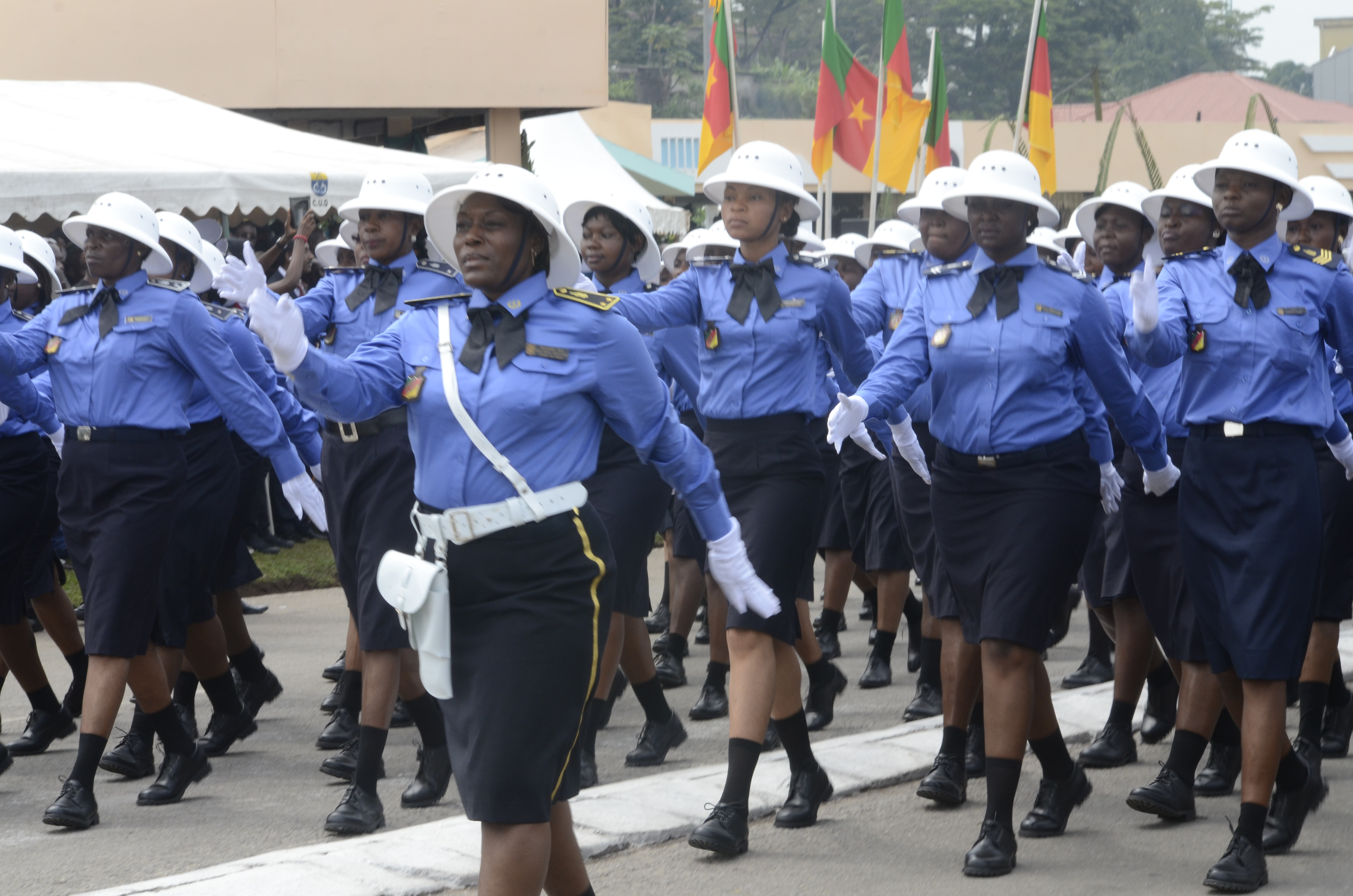
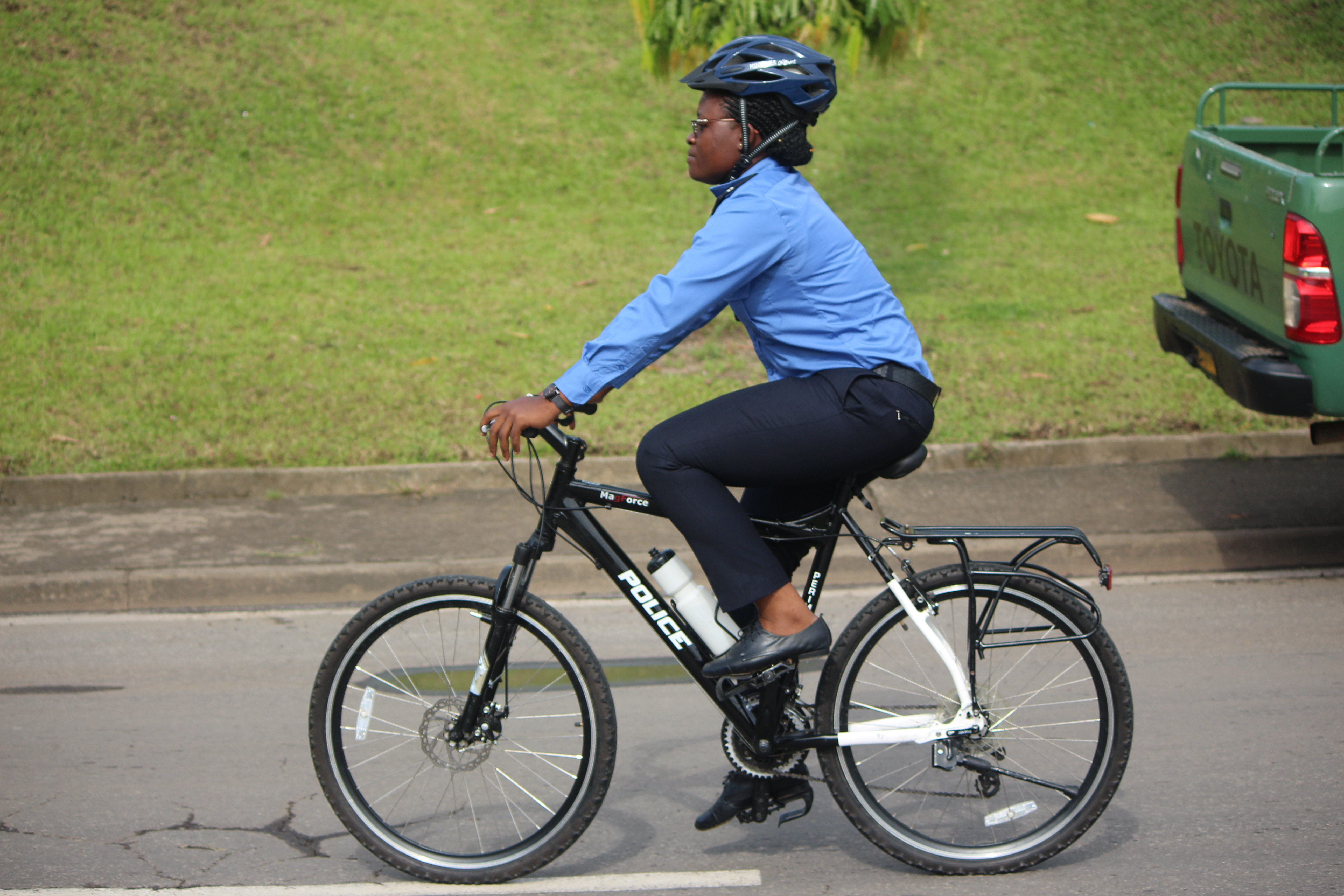
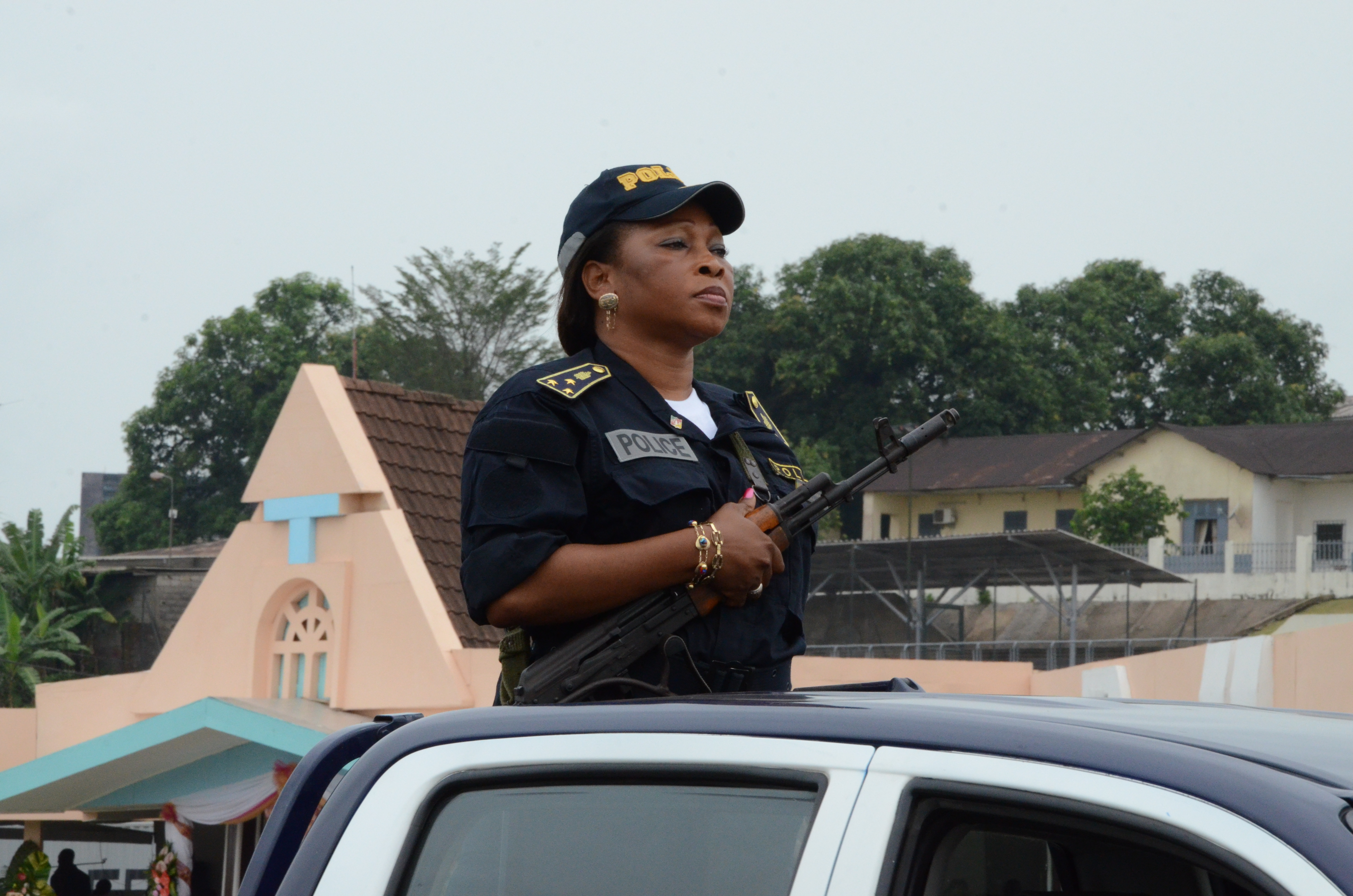
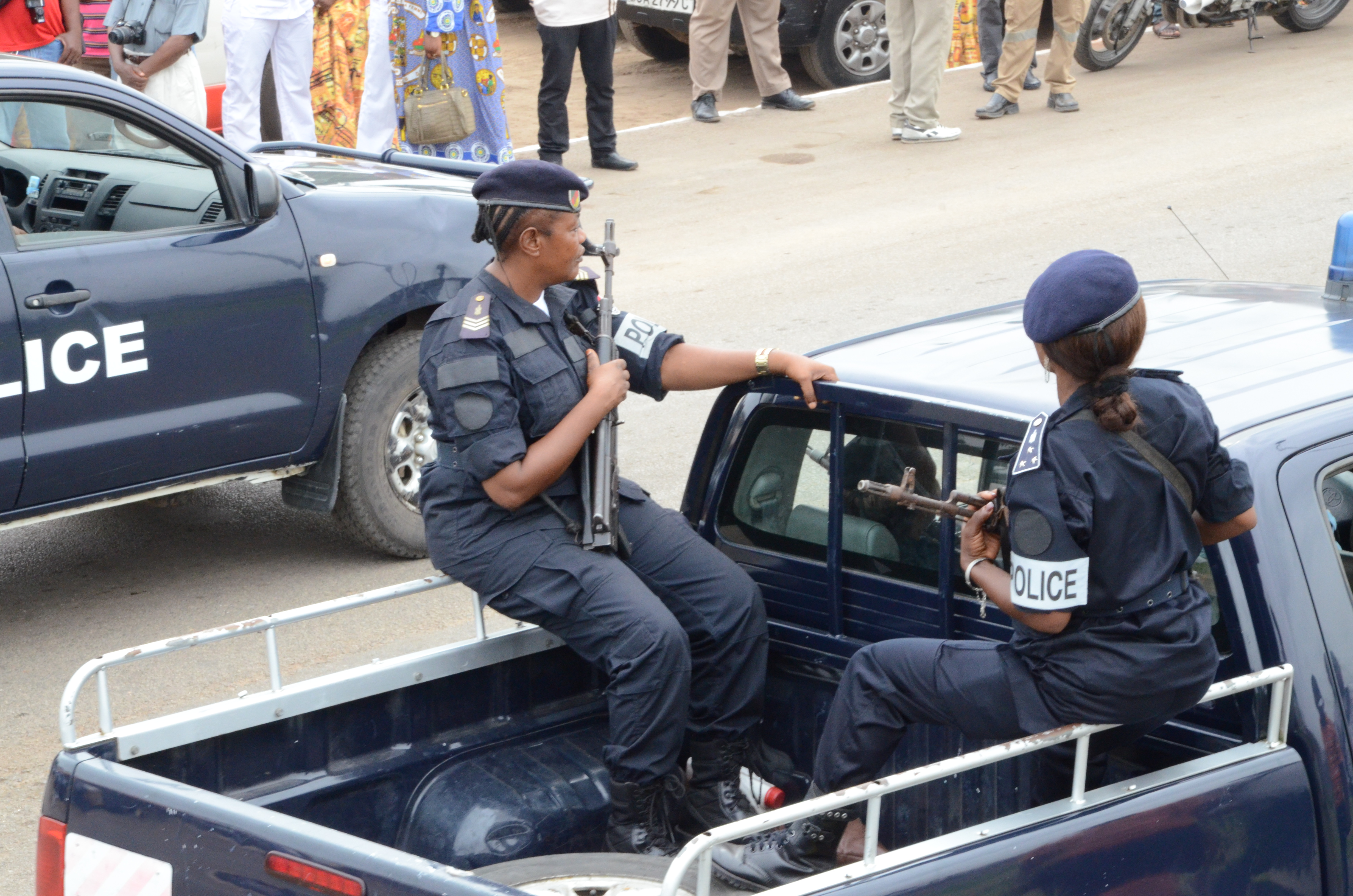
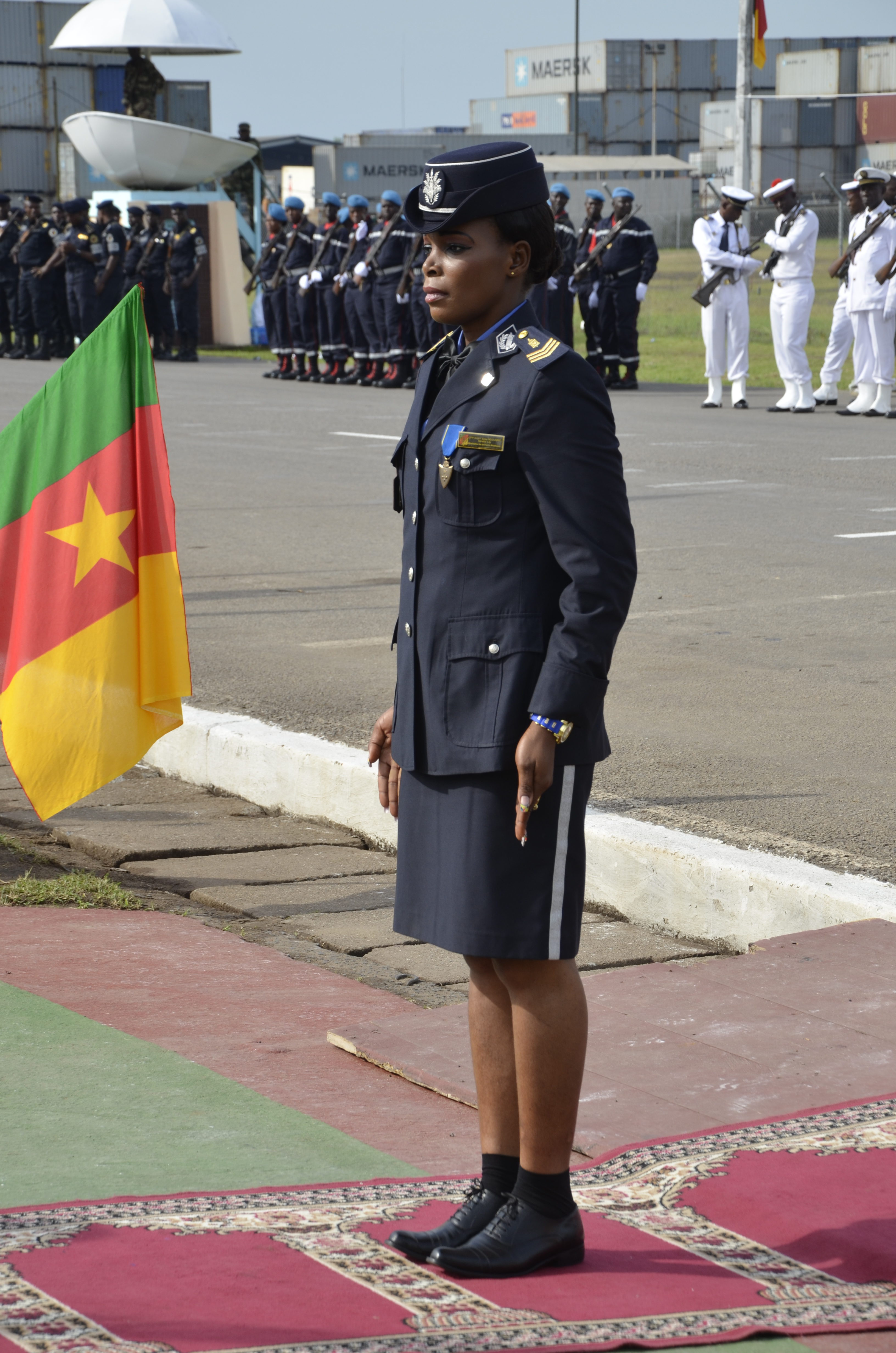

## Matériel roulant

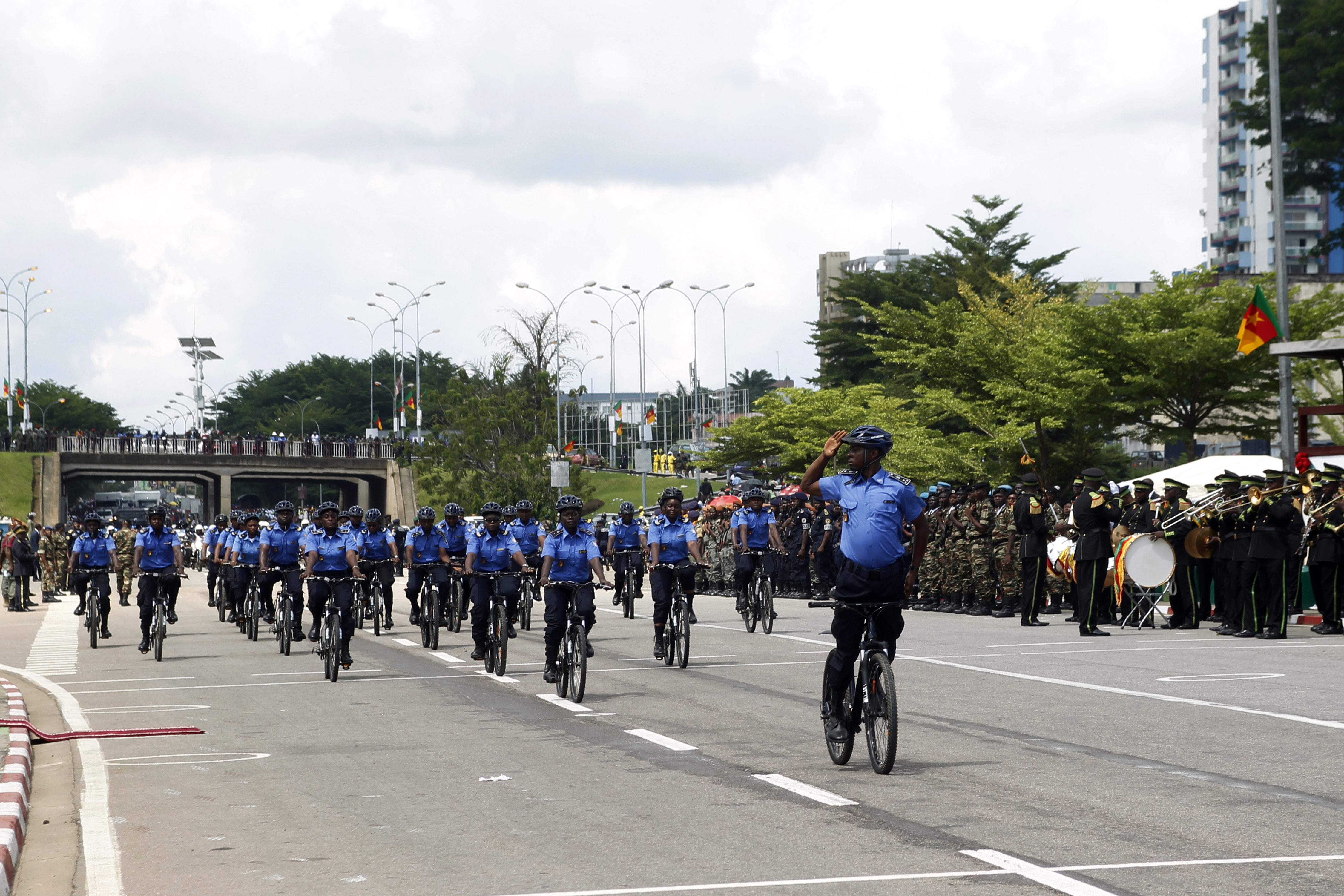
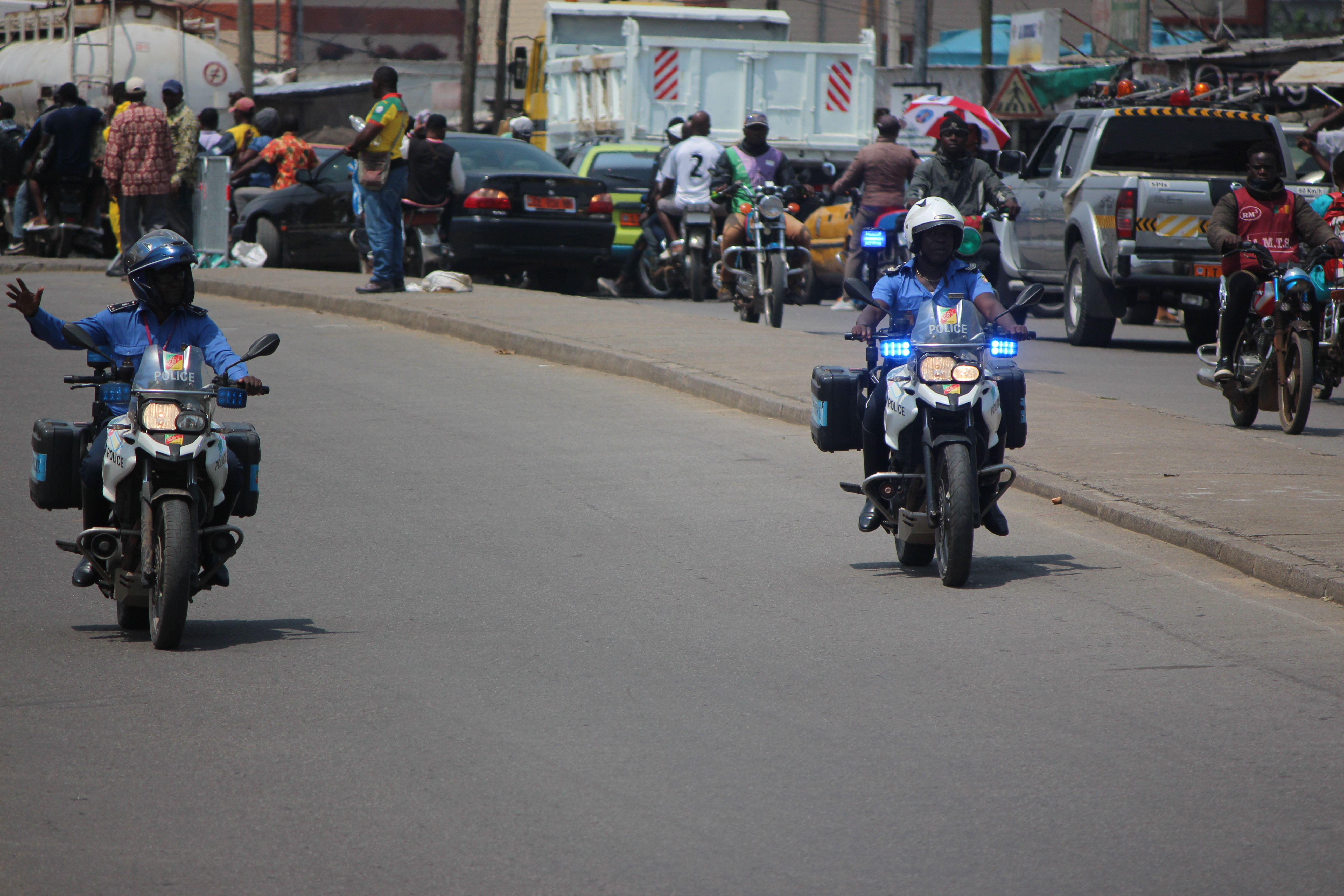
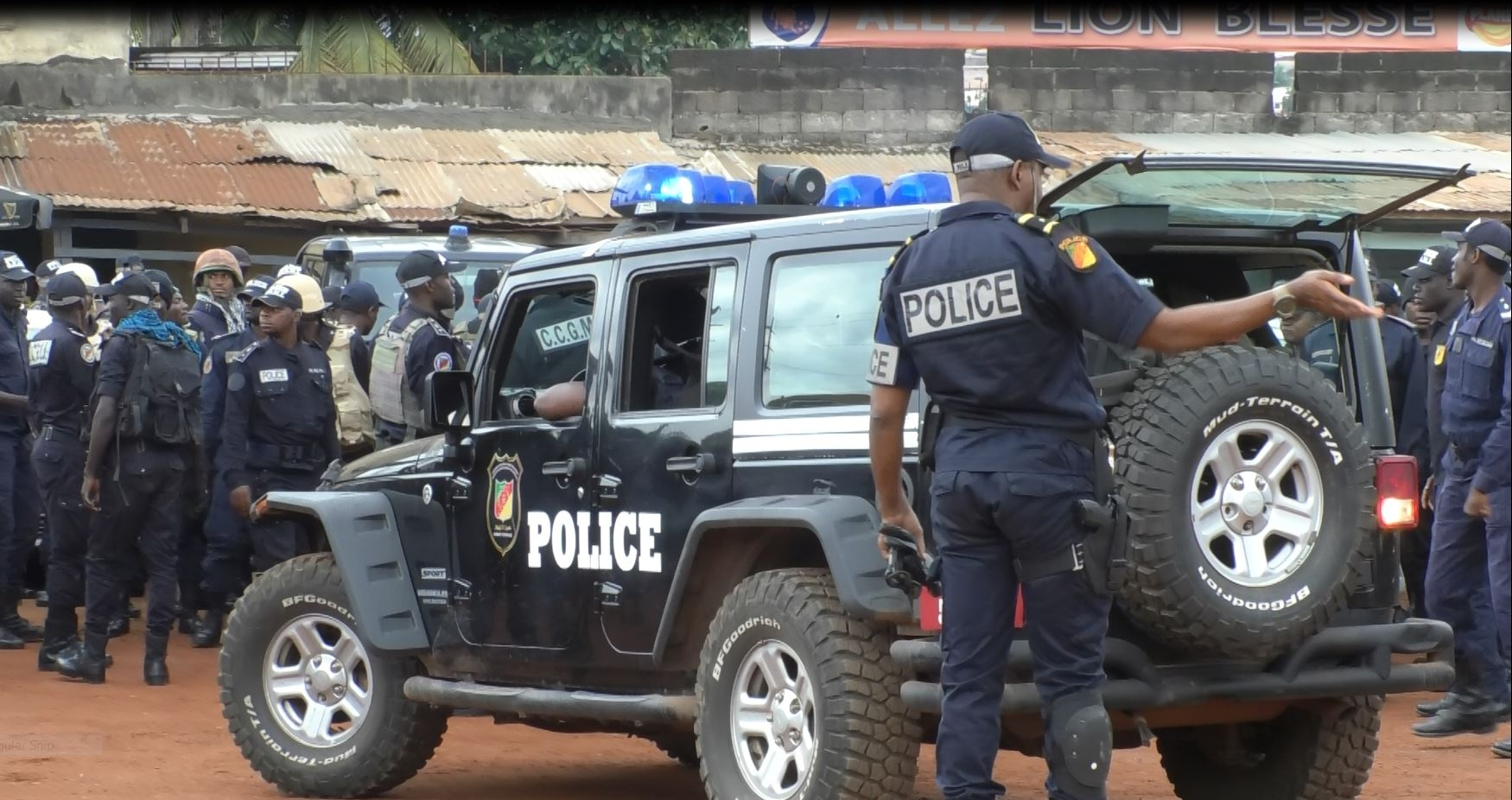
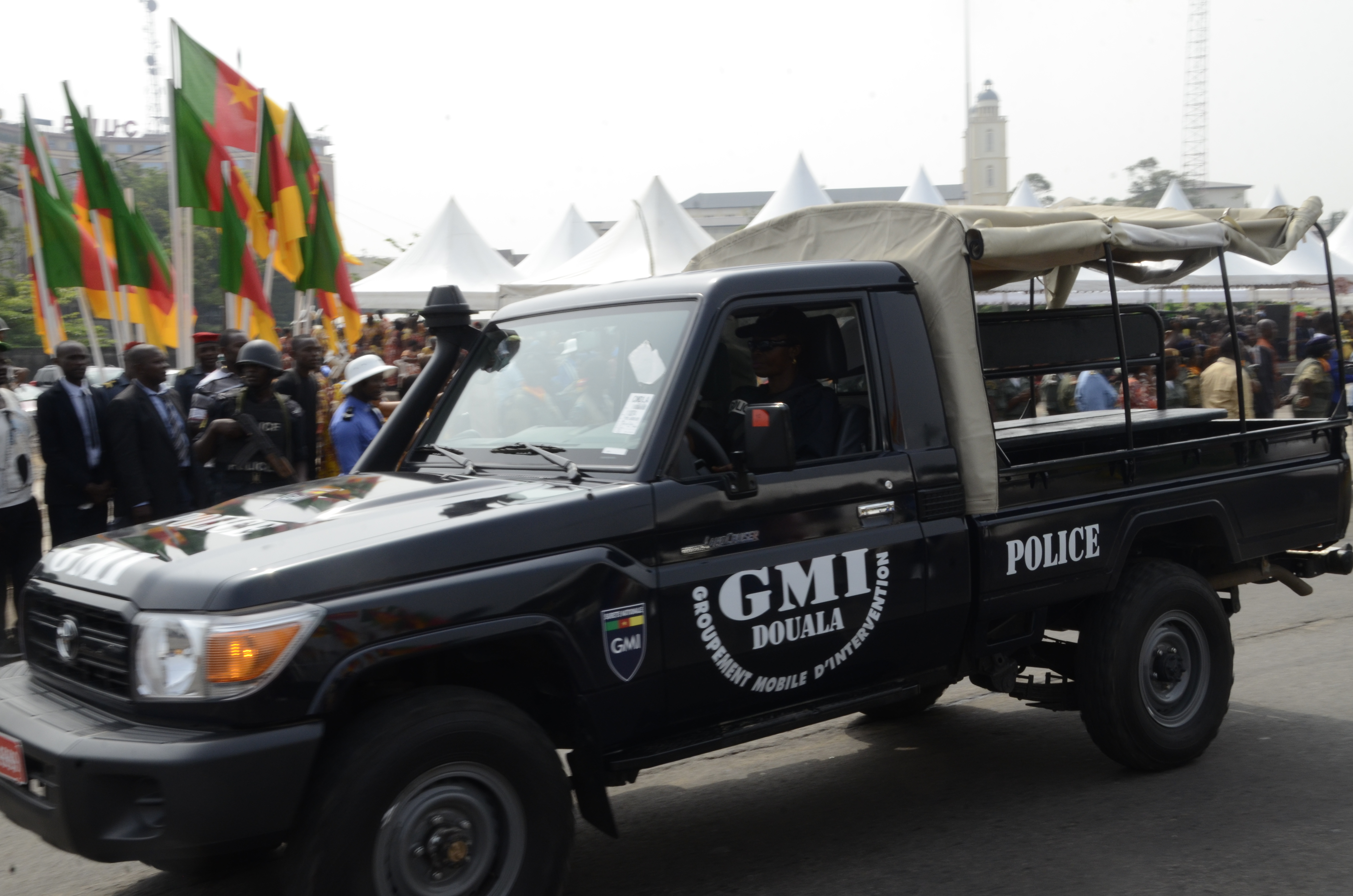
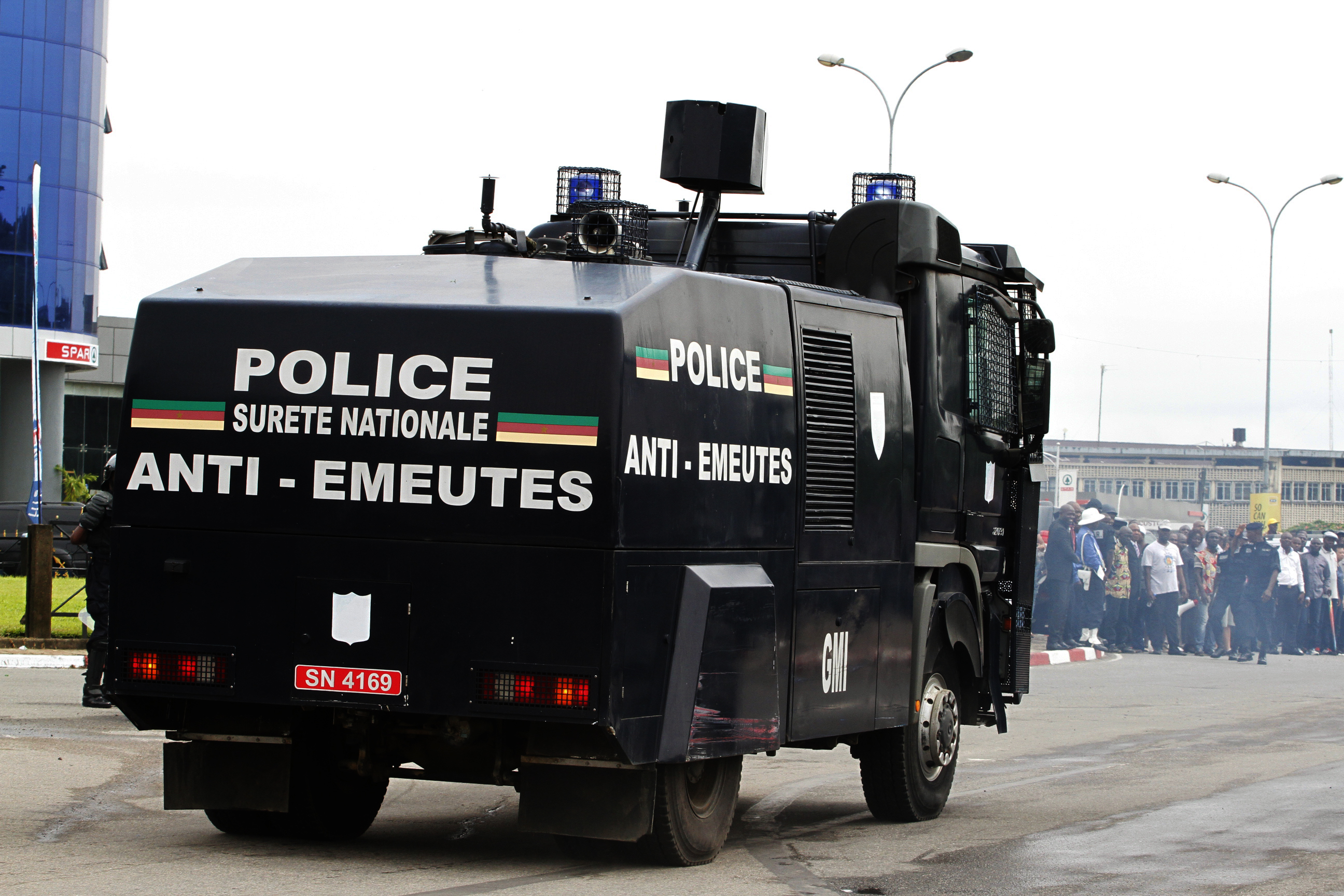